# Andreas Bakkerud
Andreas Bakkerud (Bergen, Noruega, 10 de octubre de 1991) es un piloto de rallycross noruego que participa actualmente en el Campeonato Mundial de Rallycross de la FIA.

## Biografía
Bakkerud ganó el Campeonato Europeo de Rallycross de la FIA en la categoría Super1600 dos veces, en 2011 y 2012.
Entró en el Campeonato Europeo de Rallycross de la FIA en la categoría Supercar en 2013 con un Citroën DS3, terminando cuarto con dos victorias.
En 2014 él entró en la clase Supercar del campeonato del mundo Rallycross de la FIA, conduciendo un Ford Fiesta del equipo Olsbergs MSE. Consiguió dos victorias y tres segundos lugares, y quedó quinto en la clasificación general. En 2015 consiguió una victoria, tres podios y ocho top 5, lo que le puso en cuarto lugar en el campeonato de pilotos de Supercar.
En 2016 Bakkerud fichó por el equipo americano Hoonigan Racing Division, acompañando al jefe y dueño del equipo Ken Block. Él consiguió tres triunfos y seis podios, consiguiendo el tercer lugar en el campeonato de pilotos de Supercar.
El 12 de junio de 2016 Bakkerud hizo historia en el rallycross en Hell, Noruega, durante la quinta ronda del Campeonato Mundial de Rallycross FIA 2016, dominando todo el evento y llevándose a casa un primer lugar final en la general. Bakkerud marcó numerosos récords en su dominación absoluta ese fin de semana al ganar las cuatro carreras clasificatorias (ningún piloto había ganado nunca las cuatro en un fin de semana previo) y luego ir y ganar su semifinal y la final. El triunfo general fue el primero del nuevo Ford Focus RS RX rallycross de ese año (un coche de carreras que todavía estaba en su primer año de competición y desarrollo), el primero en el Mundial de RX para el equipo Hoonigan Racing Division y el primer triunfo de un piloto noruego en la ronda de casa.

## Palmarés

### Resultados en el Campeonato de Europa de Rallycross

#### División 1A
| Año  | Equipo        | Auto         | 1     | 2      | 3     | 4     | 5   | 6      | 7     | 8     | 9     | 10    | ERX  | Puntos |
| ---- | ------------- | ------------ | ----- | ------ | ----- | ----- | --- | ------ | ----- | ----- | ----- | ----- | ---- | ------ |
| 2009 | Set Promotion | Peugeot 206  | GBR   | POR    | FRA   | HUN   | AUT | SWE 13 | BEL   | GER   | POL 2 | CZE 5 | 13.º | 33     |
| 2010 | Set Promotion | Peugeot 206  | POR 2 | FRA 10 | GBR 6 | HUN 4 | SWE | FIN 6  | BEL 8 | GER 4 |       |       | 3.º  | 109    |
| 2010 | Set Promotion | Renault Clio |       |        |       |       |     |        |       |       | POL 2 | CZE 1 | 3.º  | 109    |

#### Super1600
| Año  | Equipo        | Auto           | 1     | 2     | 3     | 4     | 5     | 6     | 7     | 8      | 9     | 10    | ERX | Puntos |
| ---- | ------------- | -------------- | ----- | ----- | ----- | ----- | ----- | ----- | ----- | ------ | ----- | ----- | --- | ------ |
| 2011 | Set Promotion | Renault Clio   | GBR 1 | POR 1 | FRA 2 | NOR 2 | SWE 6 | BEL 2 | NED 1 | AUT 11 | POL 3 | CZE 1 | 1.º | 146    |
| 2012 | Set Promotion | Renault Twingo | GBR 2 | FRA 1 | AUT 2 | HUN 1 | NOR 6 | SWE 3 | BEL 7 | NED 1  | FIN 5 | GER 2 | 1.º | 138    |

#### Supercar
| Año  | Equipo              | Auto        | 1      | 2     | 3      | 4     | 5     | 6     | 7     | 8      | 9     | ERX | Puntos |
| ---- | ------------------- | ----------- | ------ | ----- | ------ | ----- | ----- | ----- | ----- | ------ | ----- | --- | ------ |
| 2013 | Bakkerud Motorsport | Citroën DS3 | GBR 12 | POR 7 | HUN 15 | FIN 6 | NOR 5 | SWE 1 | FRA 1 | AUT 13 | GER 2 | 4.º | 133    |

### Resultados en el Campeonato Mundial de Rallycross

#### Supercar
| Año  | Equipo                       | Auto                | 1      | 2      | 3      | 4     | 5     | 6      | 7     | 8      | 9      | 10     | 11    | 12    | 13    | WRX | Puntos |
| ---- | ---------------------------- | ------------------- | ------ | ------ | ------ | ----- | ----- | ------ | ----- | ------ | ------ | ------ | ----- | ----- | ----- | --- | ------ |
| 2014 | Olsbergs MSE                 | Ford Fiesta ST      | POR 2  | GBR 1  | NOR 11 | FIN 2 | SWE 2 | BEL 29 | CAN 8 | FRA 9  | GER 11 | ITA 6  | TUR 1 | ARG 6 |       | 5.º | 193    |
| 2015 | Olsbergs MSE                 | Ford Fiesta ST      | POR 4  | HOC 6  | BEL 5  | GBR 4 | GER 5 | SWE 3  | CAN 5 | NOR 11 | FRA 8  | BAR 10 | TUR 2 | ITA 1 | ARG 7 | 4.º | 232    |
| 2016 | Hoonigan Racing Division     | Ford Focus RS       | POR 4  | HOC 12 | BEL 14 | GBR 6 | NOR 1 | SWE 1  | CAN 2 | FRA 2  | BAR 7  | LAT 4  | GER 3 | ARG 1 |       | 3.º | 239    |
| 2017 | Hoonigan Racing Division     | Ford Focus RS       | BAR 3  | POR 10 | HOC 14 | BEL 6 | GBR 3 | NOR 2  | SWE 2 | CAN 13 | FRA 4  | LAT 4  | GER 8 | RSA 7 |       | 6.º | 194    |
| 2018 | EKS Audi Sport               | Audi S1             | BAR 3  | POR 4  | BEL 6  | GBR 2 | NOR 6 | SWE 2  | CAN 7 | FRA 2  | LAT 8  | USA 3  | GER 3 | RSA 7 |       | 3.º | 237    |
| 2019 | Monster Energy RX Cartel     | Audi S1             | ABU 15 | BAR 3  | BEL 2  | GBR 2 | NOR 8 | SWE 7  | CAN 1 | FRA 5  | LAT 3  | RSA 2  |       |       |       | 2.º | 211    |
| 2020 | Monster Energy GCK RX Cartel | Renault Mégane R.S. | SWE 13 | SWE 6  | FIN 9  | FIN 6 | LAT 8 | LAT 7  | BAR 6 | BAR 5  |        |        |       |       |       | 7.º | 121    |

* Temporada en curso.